# アイジャロン・マーリ・ゴメス
アイジャロン・マーリ・ゴメス（Aijalon Mahli Gomes、1979年 - 2017年11月17日）は、北朝鮮で拘束されたアメリカ人。

## 経歴
ボストン出身。米メーン州の大学で英語を専攻し、マサチューセッツ州での教職を経て韓国へ渡航。2010年に中国から北朝鮮に不法入国して拘束され服役し、ジミー・カーター元大統領の訪朝によって特赦を受けて解放された。
2015年に北朝鮮での体験をもとにした著書「バイオレンス・アンド・ヒューマニティー（原題）」を自費出版。
2017年に不審死を遂げた。

## 経緯
- 2010年1月25日、中朝国境を越えて北朝鮮へ入国。
- 2010年4月6日、裁判が6日行われ、朝鮮民族敵対罪と不法入国罪で、労働教化刑８年と罰金7000万ウォンの有罪判決が言い渡される。朝鮮中央通信が7日に報道。
- 2010年8月9日～11日　アメリカ国務省当局者が北朝鮮を訪問し、平壌で面会。8月16日、クローリー米国務次官補が記者会見で明らかにした。
- 2010年8月27日、訪朝していたカーター元米大統領とともに帰国。